# مانويلا باولينو
مانويلا باولينو (15 أبريل 1996 - ) هي لاعبة كرة يد أنغولا في مركز ظهير (كرة القدم). لعبت مع Atlético Petróleos de Luanda (handball) ‏.

## وصلات خارجية
- مانويلا باولينو على موقع اللجنة الأولمبية الدولية (الإنجليزية)
- مانويلا باولينو على موقع أوليمبيديا (الإنجليزية)